# Liste des communes de la province de Ciudad Real
Cette liste présente les 102 communes de la province de Ciudad Real, Castille-La Manche (Espagne).

Communes de la province de Ciudad Real

- Haut – A
- B
- C
- D
- E
- F
- G
- H
- I
- J
- K
- L
- M
- N
- O
- P
- Q
- R
- S
- T
- U
- V
- W
- X
- Y
- Z

| Nom                        | Habitants (2005, INE) |
| -------------------------- | --------------------- |
| A                          |                       |
| Abenójar                   | 1.708                 |
| Agudo                      | 1.943                 |
| Alamillo                   | 618                   |
| Albaladejo                 | 1.569                 |
| Alcázar de San Juan        | 28.783                |
| Alcoba                     | 753                   |
| Alcolea de Calatrava       | 1.623                 |
| Alcubillas                 | 672                   |
| Aldea del Rey              | 2.015                 |
| Alhambra                   | 1.167                 |
| Almadén                    | 6.457                 |
| Almadenejos                | 537                   |
| Almagro                    | 8.502                 |
| Almedina                   | 704                   |
| Almodóvar del Campo        | 6.952                 |
| Almuradiel                 | 983                   |
| Anchuras                   | 392                   |
| Arenales de San Gregorio   | 696                   |
| Arenas de San Juan         | 1.061                 |
| Argamasilla de Alba        | 6.812                 |
| Argamasilla de Calatrava   | 5.420                 |
| Arroba de los Montes       | 560                   |
| B                          |                       |
| Ballesteros de Calatrava   | 574                   |
| Bolaños de Calatrava       | 12.071                |
| Brazatortas                | 1.132                 |
| C                          |                       |
| Cabezarados                | 381                   |
| Cabezarrubias del Puerto   | 589                   |
| Calzada de Calatrava       | 4.607                 |
| Campo de Criptana          | 13.541                |
| Cañada de Calatrava        | 106                   |
| Caracuel de Calatrava      | 174                   |
| Carrión de Calatrava       | 2.676                 |
| Carrizosa                  | 1.550                 |
| Castellar de Santiago      | 2.214                 |
| Chillón                    | 2.166                 |
| Ciudad Real                | 69.063                |
| Corral de Calatrava        | 1.275                 |
| Los Cortijos               | 1.029                 |
| Cózar                      | 1.350                 |
| D                          |                       |
| Daimiel                    | 17.721                |
| F                          |                       |
| Fernancaballero            | 1.129                 |
| Fontanarejo                | 305                   |
| Fuencaliente               | 1.232                 |
| Fuenllana                  | 290                   |
| Fuente el Fresno           | 3.481                 |
| G                          |                       |
| Granátula de Calatrava     | 1.018                 |
| Guadalmez                  | 946                   |
| H                          |                       |
| Herencia                   | 8.020                 |
| Hinojosas de Calatrava     | 679                   |
| Horcajo de los Montes      | 1.005                 |
| L                          |                       |
| Las Labores                | 682                   |
| Llanos del Caudillo        | 667                   |
| Luciana                    | 445                   |
| M                          |                       |
| Malagón                    | 8.021                 |
| Manzanares                 | 18.525                |
| Membrilla                  | 6.500                 |
| Mestanza                   | 823                   |
| Miguelturra                | 11.737                |
| Montiel                    | 1.700                 |
| Moral de Calatrava         | 5.306                 |
| N                          |                       |
| Navalpino                  | 278                   |
| Navas de Estena            | 395                   |
| P                          |                       |
| Pedro Muñoz                | 7.970                 |
| Picón                      | 669                   |
| Piedrabuena                | 4.879                 |
| Poblete                    | 1.007                 |
| Porzuna                    | 3.974                 |
| Pozuelo de Calatrava       | 2.741                 |
| Los Pozuelos de Calatrava  | 461                   |
| Puebla de Don Rodrigo      | 1.287                 |
| Puebla del Príncipe        | 941                   |
| Puerto Lápice              | 1.002                 |
| Puertollano                | 50.082                |
| R                          |                       |
| Retuerta del Bullaque      | 1.084                 |
| El Robledo                 | 1.103                 |
| Ruidera                    | 598                   |
| S                          |                       |
| Saceruela                  | 694                   |
| San Carlos del Valle       | 1.208                 |
| San Lorenzo de Calatrava   | 283                   |
| Santa Cruz de los Cáñamos  | 635                   |
| Santa Cruz de Mudela       | 4.789                 |
| Socuéllamos                | 12.850                |
| La Solana                  | 15.761                |
| Solana del Pino            | 426                   |
| T                          |                       |
| Terrinches                 | 1.007                 |
| Tomelloso                  | 33.548                |
| Torralba de Calatrava      | 2.952                 |
| Torre de Juan Abad         | 1.359                 |
| Torrenueva                 | 3.066                 |
| V                          |                       |
| Valdemanco del Esteras     | 271                   |
| Valdepeñas                 | 27.634                |
| Valenzuela de Calatrava    | 798                   |
| Villahermosa               | 2.392                 |
| Villamanrique              | 1.521                 |
| Villamayor de Calatrava    | 603                   |
| Villanueva de la Fuente    | 2.600                 |
| Villanueva de los Infantes | 5.894                 |
| Villanueva de San Carlos   | 414                   |
| Villar del Pozo            | 115                   |
| Villarrubia de los Ojos    | 10.125                |
| Villarta de San Juan       | 3.047                 |
| Viso del Marqués           | 2.940                 |
| Total                      | 500.060               |